# 拉加尔德阿代马尔
拉加尔德阿代马尔（法語：La Garde-Adhémar，法語發音：[la ɡaʁd ademaʁ]）是法国德龙省的一个市镇，属于尼永斯区。

## 地理
拉加尔德阿代马尔（44°23'34"N, 4°45'15"E）面积27.73 平方千米，位于法国奥弗涅-罗讷-阿尔卑斯大区德龙省，该省份为法国东南部内陆省份，北起顺时针与伊泽尔省、上阿尔卑斯省、上普罗旺斯阿尔卑斯省、沃克吕兹省和阿尔代什省接壤。
与拉加尔德阿代马尔接壤的市镇（或旧市镇、城区）包括：莱格朗日贡塔尔德、圣保罗三堡城、克朗赛、栋泽尔、皮埃尔拉特、瓦洛里。
拉加尔德阿代马尔的时区为UTC+01:00、UTC+02:00（夏令时）。

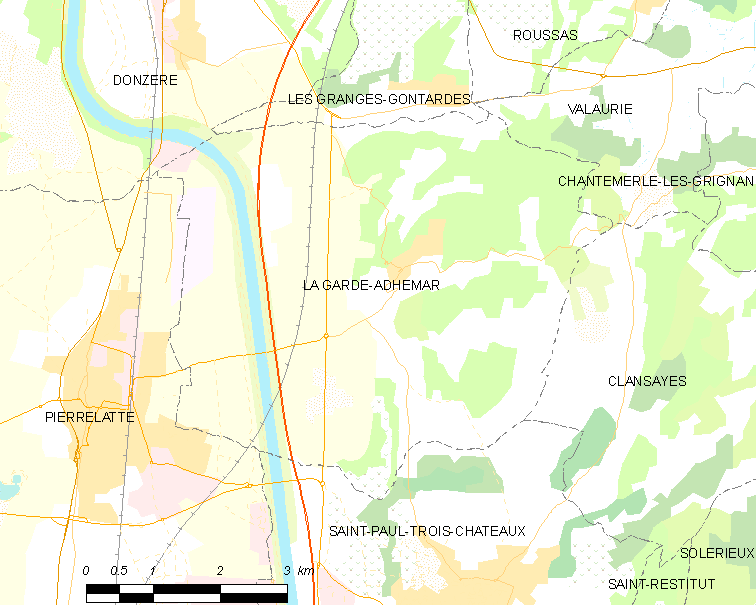
拉加尔德阿代马尔的OSM定位图

## 行政
拉加尔德阿代马尔的邮政编码为26700，INSEE市镇编码为26138。

## 政治
拉加尔德阿代马尔所属的省级选区为特里卡斯坦县。

## 人口

1962-2008年间拉加尔德阿代马尔人口变化图示

拉加尔德阿代马尔于2022年1月1日时的人口数量为1147人。